# 欧律诺墨

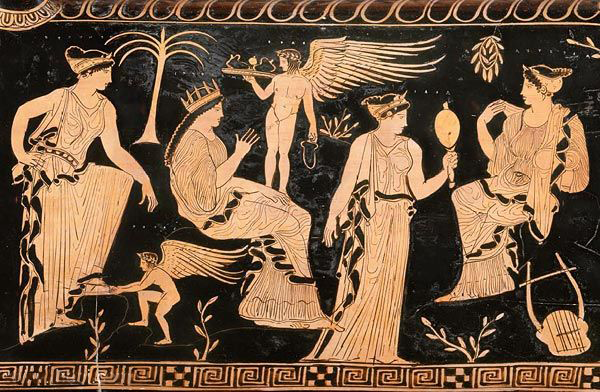
古希腊瓶绘艺术。最左边的正是欧律诺墨。

欧律诺墨是希腊神话中的一位女神。其中也有一些女性与之同名。以她的名字命名的小行星是配女星（79 Eurynome）。

## 神话
普遍来说欧律诺墨是一位泰坦女神，为大洋与河流之神俄刻阿诺斯和忒堤斯的女儿—俄刻阿尼得斯之一，白女神琉科忒亚的母亲。欧律诺墨还曾与忒堤斯一同收养了被天后赫拉从奥林匹斯山上扔下来的赫淮斯托斯。赫西俄德的《神谱》中说她与宙斯生有美惠三女神—卡里忒斯和河神阿索浦斯。在希腊的阿卡迪亚州建有专门供奉欧律诺墨的神庙。
俄耳甫斯派诗人罗得岛的阿波罗尼乌斯（Apollonius of Rhodes）的《阿耳戈英雄纪》（Argonautica）中记载，欧律诺墨是一位开天辟地的原始天神，她从混沌中分离出来，创造了日月星辰、大地山河、花草树木以及人类动物，在克罗诺斯推翻他父亲乌拉诺斯的统治之前，欧律诺墨和她所创造出来的蛇神俄菲翁一同主宰着奥林匹斯山，欧律诺墨被尊奉为“泰坦女王（Queen of the Titans）”。后来俄菲翁在单挑中，输给了克罗诺斯，欧律诺墨与俄菲翁在不得已之下将王权让给了克罗诺斯。从此，欧律诺墨与俄菲翁一同生活在大海深处（也有其它说法说是俄菲翁的欲望日益渐增，认为自己才是奥林匹斯山的主宰者，并与欧律诺墨打斗起来，最终俄菲翁不敌欧律诺墨，被她打入了塔耳塔罗斯深渊。后来克罗诺斯和瑞亚取代了欧律诺墨，并将欧律诺墨赶出了奥林匹斯山，之后欧律诺墨只好回到了海洋中）。
麦加拉国王尼索斯的女儿也叫欧律诺墨，她嫁给了科林斯国王格劳斯。传说雅典娜传授于她很多智慧。